# Венкатеш, Акшай
Акшай Венкатеш (англ. Akshay Venkatesh; род. 21 ноября 1981, Дели) — индийско-австралийский математик. Специалист в аддитивной комбинаторике, задачах о равномерном распределении в автоморфных формах и теории чисел, а также в теории представлений, локально-симметрических пространствах и эргодической теории. Награжден премией Филдса 2018 года за «синтез аналитической теории чисел, однородной динамики, топологии и теории представлений, позволивший разрешить давно стоявшие проблемы в таких областях, как равномерное распределение арифметических объектов».

## Награды и признание
- В школьном возрасте — награды на международных олимпиадах по физике и математике[6]
- 2007 — Премия Салема[7]
- 2008 — Премия SASTRA Ramanujan[8]
- 2016 — премия Infosys[9]
- 2017 — Премия Островского[10]
- 2018 — Филдсовская премия[11]